# Georgsbrunnen (Augsburg)

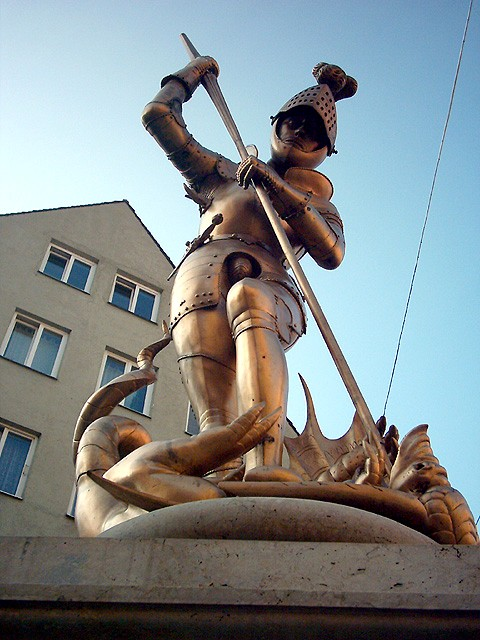
Ansicht des Georgsbrunnens

Der Georgsbrunnen (auch St.-Georgs-Brunnen genannt) in Augsburg ist dem Heiligen Georg gewidmet. Er hat, wie viele andere historische Brunnen in der Stadtgeschichte, oftmals seinen Standort gewechselt. Seit 1993 befindet er sich gegenüber der Stadtmetzg am unteren Ende des Perlachberges.

## Geschichte
Wer die Brunnenfigur entworfen hat, ist nicht bekannt. Als gesichert dagegen gilt, dass die Brunnenfigur vom Augsburger Rotschmied Veit Dietsch im Jahre 1565 gegossen wurde. Seine Initialen finden sich auf der Standplatte zusammen mit dem Entstehungsjahr.
Erstmals stand der Heilige Georg auf einer hohen Säule direkt vor der Herrenstube gegenüber vom alten Rathaus. Mit Abbruch des Gebäudes zu Beginn des 19. Jahrhunderts baute man die Brunnenfigur mitsamt Säule ab. Zwischen 1833 und 1957 befand sich die Figur auf einem wuchtigen Pfeiler mit vier halbrunden Brunnenschalen am unteren Ende des Perlachberges gegenüber der Stadtmetzg.
1961 bekam der Heilige Georg einen neuen Standort vor dem Chor der Jakobskirche in der Jakobervorstadt. Dies geschah im Zusammenhang mit dem Neubau der Ost-West-Verkehrsachse durch die Innenstadt. Angeregt hatte die Versetzung der 3. Bürgermeister und Vorsitzenden der Alt-Augsburg-Gesellschaft Ludwig Wegele. Der seinerzeit amtierende Stadtbaurat Walther Schmidt willigte ein und stellte die Brunnenfigur auf eine hohe Säule, um die zierliche Figur im breiten Straßenraum besser zur Geltung zu bringen. Unterhalb der Figur entstand ein ovales Becken mit Wasserspiel. Finanziert wurde die Versetzung zum größten Teil von der Alt-Augsburg-Gesellschaft.
Im Laufe der Jahre zeigten sich aufgrund der Luftverschmutzung zunehmend Schäden an der Brunnenfigur. Nach der Restaurierung kehrte die Brunnenfigur 1993 wieder an ihren alten Platz vor der Stadtmetzg zurück.

## Brunnenfigur
Die Brunnenfigur zeigt Georg als Ritter mit einem Reiterharnisch und Helm bekleidet, jedoch ohne das sonst in der Ikonographie übliche Pferd, wie er den am Boden zu seinen Füßen liegenden Drachen mit einer Lanze tötet.